# Edward FitzGerald (1763-1798)
Lord Edward FitzGerald (15 de octubre de 1763 - 4 de junio de 1798) fue un aristócrata y revolucionario irlandés que murió a causa de las heridas recibidas mientras se resistía al arresto por cargo de traición.

## Primeros años
Fitzgerald, el quinto hijo del I duque de Leinster y Lady Emily Lennox, hija de Charles Lennox, II duque de Richmond, nació en Carton House, cerca de Dublín. En 1773 su padre falleció y su madre se casó poco después con William Ogilvie, que supervisó la educación de Fitzgerald. Edward pasó la mayor parte de su niñez en Frescati House en Blackrock, Dublín, donde Ogilvie fue su tutor, orientándolo principalmente hacia la carrera militar.

## Guerra de Independencia Americana
Fitzgerald se unió al Ejército británico en 1779 y  fue ayudante de campo dentro del séquito de Lord Rawdon en el teatro del sur de la Guerra Revolucionaria americana. Resultó gravemente herido en la batalla de Eutaw Springs el 8 de septiembre de 1781, y su vida fue salvada por un esclavo fugitivo llamado Tony Small (apodado "Tony el Fiel", ver lealista negro). Fitzgerald encargó un retrato de Tony Small a John Roberts en 1786. Lord Edward liberó a Small y le dio trabajo hasta el final de su vida.[1][3] Fitzgerald fue evacuado de Charlestón, Carolina del Sur en 1782 cuando las fuerzas británicas abandonaron la ciudad. Webb considera que el éxito obtenido por los colonos americanos contra tropas regulares le llevaría a pensar, años después, que sus paisanos irlandeses podrían conseguir lo mismo en Irlanda.

## Carrera militar de posguerra
En 1783 Fitzgerald visitó las Indias Occidentales antes de regresar a Irlanda, donde su hermano, el II duque de Leinster, había procurado la elección de Edward al Parlamento irlandés como Miembro por Athy,[1] un escaño  que ocupó hasta 1790. [La cita necesitada] En el parlamento actuó con la pequeña oposición irlandesa del Partido de Patriota irlandés dirigido por Henry Grattan, sin que destacase en los debates. En la primavera de 1786 dio el inusual paso de entrar en el Colegio Militar, Woolwich, después de lo cual visitó España en 1787. Despechado por el rechazo de su prima Georgina Lennox (que se casaría posteriormente con el tercer conde de Bathurst), partió hacia Nuevo Brunswick para unirse al 54.º Regimiento con el rango de mayor.

## Explorador en el Nuevo Mundo
En abril de 1789, guiado por una brújula, cruzó el país con un compañero de armas, desde Fredericton, Nuevo Brunswick, a Quebec, encontrándose por el camino con indios con los que fraternizó. Finalizó el viaje, de 225 millas en línea recta (y hoy 365 millas por carretera) en veintiséis días, y estableció una ruta más corta que sigue siendo utilizada en la actualidad. La ruta cruza los parajes extremadamente abruptos y boscosos del norte del actual estado de Maine.
En una expedición posterior fue adoptado formalmente en Detroit por el clan de Oso de los Kanien'kehá:ka (Mohawk) con el nombre "Eghnidal" por Karonghyontye (Cerro del capitán David), y descendió por el Misisipi hasta Nueva Orleans, desde donde regresó a Inglaterra.

## Entrada en política

"Mrs Richard Brinsley Sheridan", a los 31 años, por Gainsborough (Galería Nacional de Arte)

Tras conocer que su hermano había organizado su elección por el Condado de Kildare (un escaño que ocupó entre 1790 y 1798), y deseando mantener la independencia política, Lord Edward rechazó la designación para encabezar una expedición contra Cádiz ofrecida por Pitt, y se dedicó durante los siguientes años a los placeres de la vida social y a sus deberes parlamentarios. Mantuvo relaciones muy cercanas con su primo Charles Fox, con Richard Sheridan y con otros destacados políticos Whigs. Según Thomas Moore, Lord Edward solo fue uno de los numerosos pretendientes de la primera esposa de Sheridan, Elizabeth, cuyas atenciones fueron recibidas favorablemente; y es seguro que entre ambos se creó un afecto mutuo que se mantendría a lo largo del tiempo. Ella concibió un hijo de Edward, una niña que nació el 30 de marzo de 1792 (falleció en octubre de 1793).

## Matrimonio en el Continente
Sus conexiones con los Whig, junto con sus experiencias transatlánticas, predispusieron a Fitzgerald a simpatizar con las doctrinas de la Revolución francesa, que abrazó con entusiasmo durante su visita a París en octubre de 1792. Se alojó junto a Thomas Paine y asistió a los debates de la Convención. En una reunión que tuvo lugar el 18 de noviembre, apoyó la «inmediata abolición de todos los títulos hereditarios y distinciones feudales», y dio prueba de su celo repudiando expresamente su propio título, un acto por el que fue expulsado del ejército.[7]
Durante su estancia en París, Fitzgerald se enamoró de una joven a la que vio en un teatro, y de la que se dice que se parecía llamativamente a Elizabeth Sheridan. Cuando intentó conocerla, descubrió que era una protegida de Madame de Genlis, gobernadora de los Infantes Reales. La procedencia de la joven, cuyo nombre era Pamela (1773–1831), es incierta; pero aunque hay evidencias que apoyan la historia de Madame de Genlis de que Pamela había nacido en Terranova y de que sus padres se llamaban Sims, la creencia general era que era hija de la propia Madame de Genlis y de Luis Felipe II de Orleans (a cuyos hijos cuidaba como gobernadora). El 27 de diciembre de 1792, Fitzgerald y Pamela se casaron en Tournai, actuando como testigo Luis Felipe de Francia posteriormente rey de Francia; en enero de 1793 la pareja llegó a Dublín.

## Regreso a Irlanda

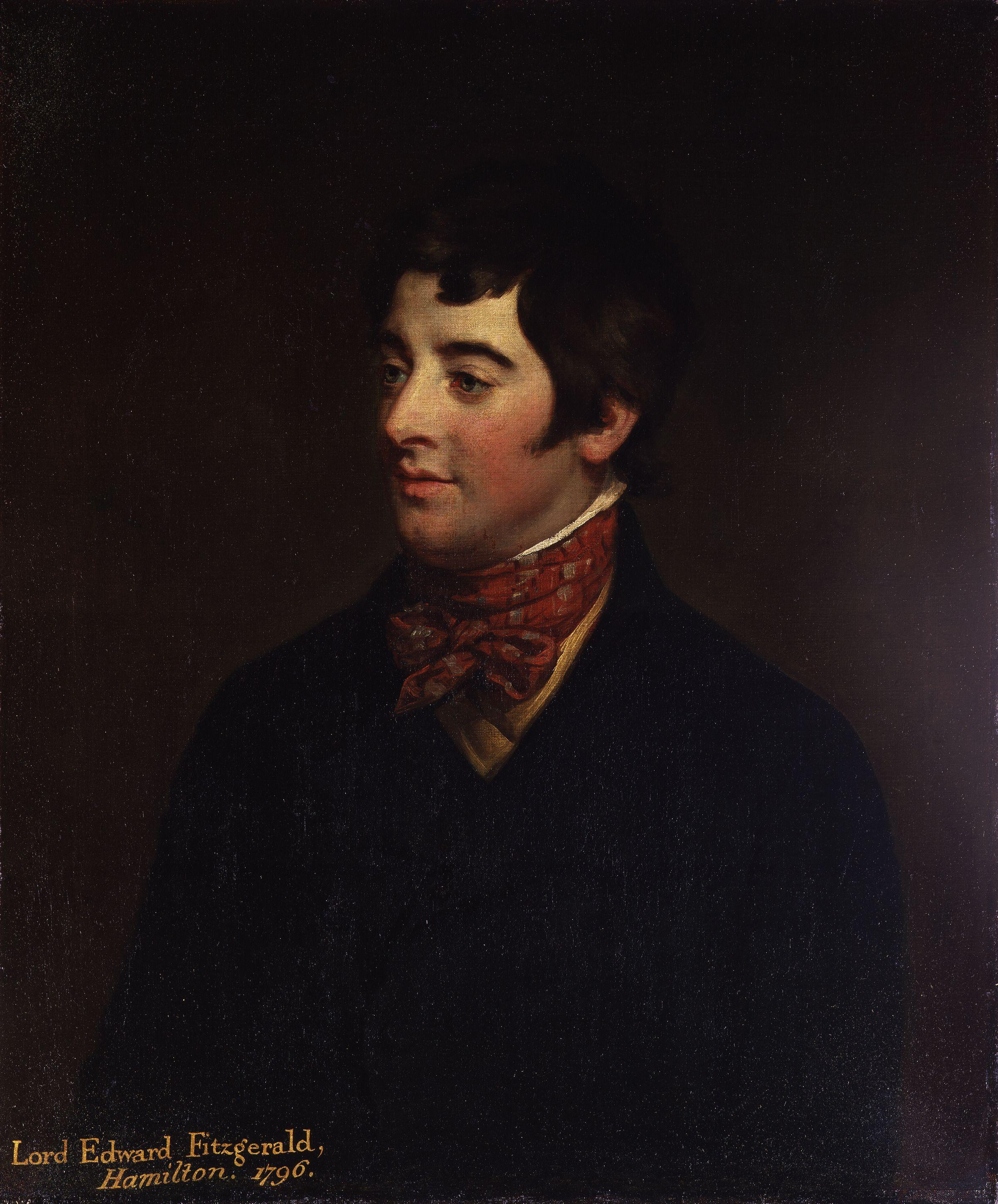
Retrato de Edward Fitzgerald por Hugh Douglas Hamilton, 1796. Galería de Retrato nacional, Londres.

En Irlanda reinaba por entonces el descontento, que estaba encontrando su modo de expresión a través de la cada vez más popular y revolucionaria Sociedad de los Irlandeses Unidos, que había entrado en la clandestinidad forzosa tras el estallido de la guerra entre Francia y Gran Bretaña en 1793. Lord Edward Fitzgerald, con los discursos de la Convención de París aún recientes, regresó a su escaño en el Parlamento irlandés e inmediatamente salió en su defensa. Al cabo de una semana de su regreso, fue puesto bajo custodia y se le pidió una disculpa formal a la Cámara de los Comunes por denunciar violentamente una proclamación que había sido aprobada por Grattan. Sin embargo, no se uniría a los Irlandeses Unidos hasta 1796, cuando ya habían abandonado el camino de la reforma constitucional y cuyo nuevo objetivo, tras el llamamiento de Lord FitzWilliam en 1795, era nada menos que el establecimiento de una república irlandesa independiente.

## Actividades revolucionarias
En mayo de 1796 Theobald Wolfe Tone estaba en París intentando obtener apoyo francés para una insurrección en Irlanda. En el mismo mes, Fitzgerald y su amigo Arthur O'Connor visitaron Hamburgo, donde iniciaron negociaciones con el Directorio a través de Reinhard, ministro francés en las ciudades hanseáticas. El duque de York, que se había reunido con Pamela en Devonshire House durante el viaje de ella a Londres con su marido, le había dicho que «se sabía todo» sobre sus planes, y le aconsejó que convenciera a Lord Edward de no viajar al extranjero. Igualmente, Lord Edward se entrevistó en Hamburgo con Johan Anders Jägerhorn (o barón de Spurila, como se llamaba a sí mismo), un sueco finlandés que defendía la autonomía finlandesa y que actuó como intermediario entre Edward y los franceses.
Los pasos de los conspiradores en Hamburgo fueron comunicados al gobierno de Londres por un informante, Samuel Turner. Pamela estaba al corriente de todos los secretos de su marido, y trabajó activamente para llevarlos a la práctica. Parce haber merecido toda la confianza depositada en ella, aunque hay motivos para pensar que en ocasiones aconsejó prudencia. El resultado de las negociaciones de Hamburgo fue la malograda expedición de Hoche a Bantry Bay en diciembre de 1796.
En septiembre de 1797 el informador Leonard McNally avisó al gobierno de que Lord Edward era uno de los dirigentes de la conspiración de los Irlandeses Unidos, que hacía rápidos progresos. FitzGerald estaba especialmente preocupado con la organización militar, en la que ocupaba el cargo de coronel del regimiento de Kildare y líder del comité militar. Poseía documentación sobre los efectivos listos para levantarse. Disponían de armas pero no en cantidad suficiente, y los líderes de la rebelión estaban esperando a la invasión francesa para remediar esa deficiencia apoyando un levantamiento popular. Pero la ayuda francesa llegaba de manera lenta e inconstante y se suscitó la controversia sobre si lanzar la rebelión rápidamente sin esperar al apoyo extranjero. Lord Edward estaba entre los defensores de la acción inmediata y hay pruebas de que estaba a favor de asesinar a los nobles irlandeses mientras se dirigía a la Cámara de los Lores para el juicio a Lorduna matanza de nobles irlandesesera entre el defiende del curso más intrépido y  hay alguna evidencia que  favorezca un proyecto para la masacre del irlandés peers mientras entrasen en procesión a la Casa de Señores para la prueba de Señor Kingston en mayo de 1798.

## Tensando la cuerda
Fue probablemente el horror antes tales medidas lo que hizo que Thomas Reynolds pasara de conspirador a informador; en cualquier caso, gracias a él y a otros como él, las autoridades estuvieron informadas de lo que estaba pasando, aunque la falta de pruebas impedía el arresto de los líderes rebeldes. Pero el 12 de marzo de 1798 la información de Reynolds llevó al encarcelamiento de varios conspiradores en casa de Oliver Bond. Fitzgerald, advertido por Reynolds, no estaba entre ellos.
Como miembro de la Ascendencia, el Gobierno estaba deseoso de hacer una excepción para Fitzgerald, y evitar así las consecuencias embarazosas y peligrosas de sus actividades subversivas. Comunicaron su disposición a evitarle el destino habitualmente reservado para los traidores. El Lord Canciller, John FitzGibbon, dijo a un miembro de su familia: «Por el amor de Dios, sacad a este joven del país; los puertos se abrirán, y no se le pondrá ningún obstáculo».
Fitzgerald, sin embargo, rechazó abandonar a aquellos que no podrían huir, y a los que él había liderado hacia el peligro. El 30 de marzo, la proclamación de la ley marcial que autorizaba al ejército a actuar como considerara conveniente para aplastar a los Irlandeses Unidos desencadenó una campaña de violenta brutalidad en varias partes del país. Esto forzó a la ejecutiva de los Irlandeses Unidos a adelantar sus planes para el alzamiento, con o sin la ayuda francesa.

## Arresto y muerte

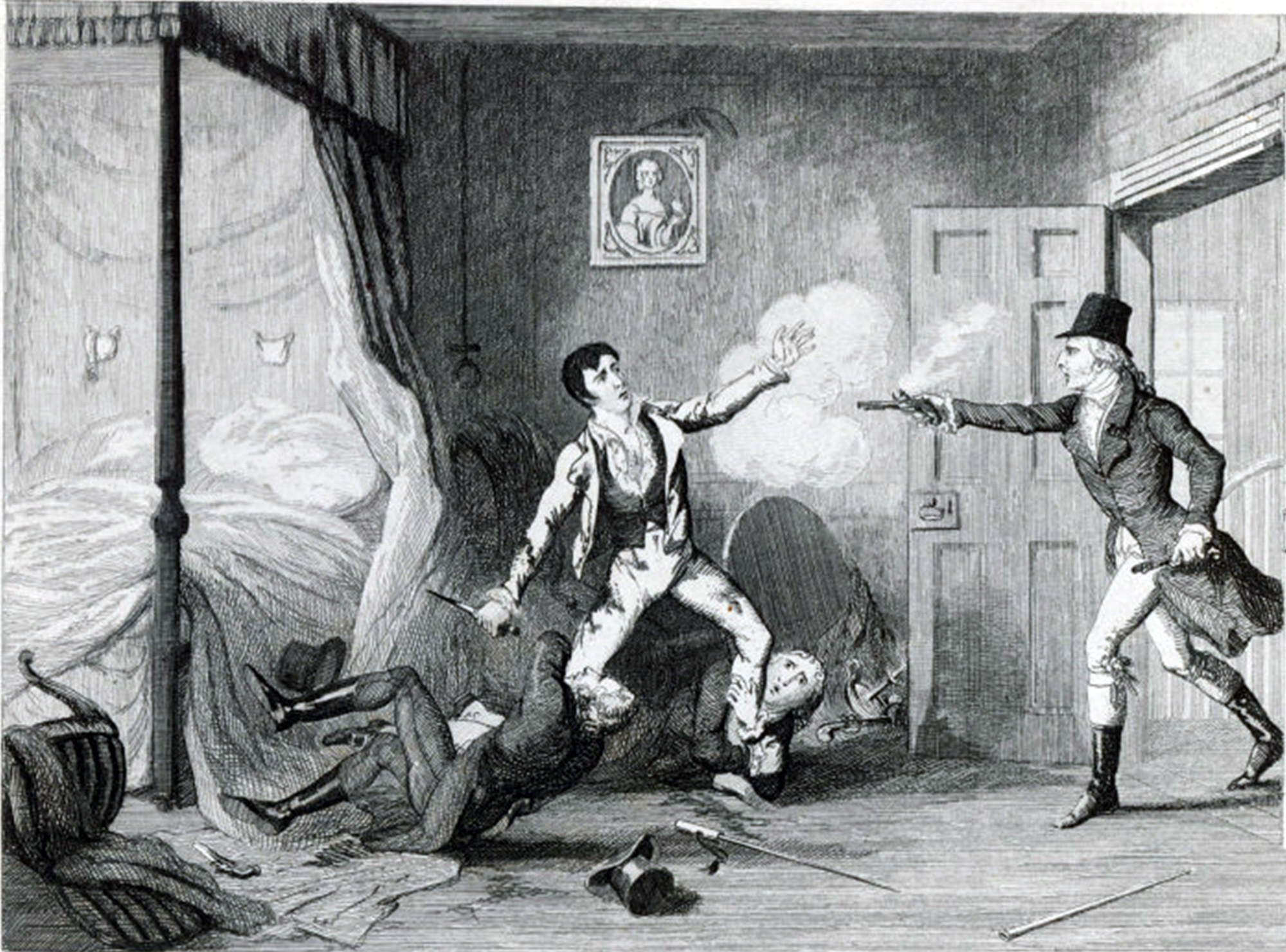
Arresto de Lord Edward Fitzgerald (George Cruikshank)

La posición social de FitzGerald le convertía en el dirigente rebelde de mayor importancia aún libre. El 9 de mayo la administración del Castillo de Dublín ofreció una recompensa de £1,000 por su detención. Desde los arrestos de Bond, Fitzgerald había permanecido escondido, pero había visitado dos veces a su esposa, disfrazado y había recibido las visitas de su padrastro Ogilvie y de su amigo William Lawless; en general, era menos cauteloso de lo que su situación requería. Entretanto, la fecha para el levantamiento quedó fijada para el 23 de mayo y FitzGerald esperó hasta la fecha oculto en una casa de Thomas Street, Dublín.
El escondite de Fitzgerald fue descubierto por un abogado e informante católico llamado Francis Magan y el 18 de mayo el Mayor Henry Sirr encabezó una patrulla hasta la casa donde Lord Edward se hallaba en cama debido a unas fiebres. Alertado por el jaleo, Fitzgerald saltó de la cama e, ignorando las peticiones de los capitanes William Bellingham Swan y Daniel Frederick Ryan de que se entregara pacíficamente, acuchilló a Swan e hirió mortalmente con un puñal a Ryan en un desesperado intento de fuga.[7] No pudo ser reducido hasta después de que Sirr le disparara en el hombro.
Fitzgerald fue trasladado a New Prison, en Dublín, donde no se le dispensó el tratamiento médico apropiado. Tras una breve estancia en el Castillo de Dublín fue llevado a Newgate, donde su herida se necrosó, infectándose mortalmente. Su esposa, contra la que el gobierno tenía probablemente pruebas suficientes para condenar, había abandonado el país para nunca volver a ver su esposo, pero Henry, hermano de Lord Edward y su tía Louisa Conolly le acompañaron en sus últimos momentos. Lord Edward murió a la edad de 34 años, el 4 de junio de 1798 en lo más crudo de la rebelión. Fue enterrado al día siguiente en el cementerio de la Iglesia de St Werburgh, Dublín. Sus propiedades fueron confiscadas mediante un Acta de Proscripción, aunque sería revocada en 1819.[11][12]
El arma utilizada por Lord Edward contra los capitanes Swan y Ryan en su fuga fue robada de la casa del Mayor Swan por Emma Lucretia Dobbin, hija del reverendo William Dobbin y Catherine Coote. La ropa que llevaba cuando fue arrestada se conserva en el Museo de Limerick.

## Familia
Fitzgerald y Pamela tuvieron los siguientes hijos:
- Edward Fox Fitzgerald (10 de octubre de 1794 – 25 de enero de 1863)
- Pamela Fitzgerald (1795/1796 - 25 de noviembre de 1869)
- Lucy Louisa Fitzgerald (1798 - septiembre 1826).[11]

## Conmemoraciones
Hay calles con el nombre de Lord Edward en varios lugares de Irlanda, como Dublín, Limerick, Sligo, Kilkenny, Ballina, Ballymote, y Ballycullenbeg en el condado de Laois.

### Asociaciones deportivas
El club GAA de Tulsk, condado de Roscommon, recibe el nombre de Lord Edward por FitzGerald. El Geraldines P. Moran GAA club de Cornelscourt en Dublín también le debe su nombre parcialmente.

## Lectura complementaria
- Wilson, J. G.; Fiske, J., eds. (1900). "Fitzgerald, Señor Edward, patriota irlandés". Nueva York: D. Appleton.

Encyclopædia Britannica Undécima edición en un endnote incluido las fuentes siguientes :
- Thomas Moore, Life and Death of Lord Edward Fitzgerald (2 vols., London, 1832), también una edición revisada titulada The Memoirs of Lord Edward Fitzgerald, editada con suplementos por Martin MacDermott (London, 1897) (A public domain Online versión, escaneada para Google project, can be found here)
- R. R. Madden, The United Irishmen (7 vols., Dublin, 1842–46)
- C. H. Teelin Personal Narrative of the Irish Rebellion of 1798 (Belfast, 1832)
- W. J. Fitzpatrick, The Sham Squire, The Rebellion of Ireland and the Informers of 1798 (Dublin, 1866) y Secret Service under Pitt (Londres, 1892)
- J. A. Froude, The English in Ireland in the Eighteenth Century (3 vols., London, 1872–74)
- W. E. H. Lecky, History of England in the Eighteenth Century, vols. vii. y viii. (Londres, 1896)
- Thomas Reynolds the younger, The Life of Thomas Reynolds (Londres, 1839)
- The Life and Letters of Lady Sarah Lennox, editada por la condesa de llchester y Lord Stavordale (Londres, 1901)
- Ida A. Taylor, The Life of Lord Edward Fitzgerald (Londres, 1903), que da una visión distorsionada y llena de prejuicios de Pamela.

Sobre Pamela y, especialmente, sobre su posible familia
- Gerald Campbell, Edward and Pamela Fitzgerald (Londres, 1904)
- Memoirs of Madame de Genlis (Londres, 1825)
- Georgette Ducrest, Chroniques populaires (París, 1855)
- Thomas Moore, Memoirs of the Life of R. B. Sheridan (Londres, 1825. R. J. M.)

- Datos: Q2605222
- Multimedia: Lord Edward FitzGerald / Q2605222